# Katedrála svatého Vladimíra Velikého (Paříž)
Katedrála svatého Vladimíra Velikého (fr. Cathédrale Saint-Vladimir-le-Grand) je katedrální chrám ukrajinské řeckokatolické církve v Paříži v 6. obvodu, v ulici Rue des Saints-Pères.

## Historie
Na místě dnešní stavby se nacházel kostel postavený ve 13. století a zbořený na počátku 17. století kvůli stavbě nemocnice Charité. Základní kámen nové nemocnice položila v roce 1613 Marie Medicejská. V roce 1732 byla postavena nemocniční kaple podle plánů architekta Roberta de Cotte.
Během Velké francouzské revoluce byla nemocniční kaple v roce 1795 určena pro lékažské vzdělávání a roku 1799 zde vznikla školní klinika a architekt Nicolas-Marie Clavereau vytvořil novou fasádu. V roce 1850 se kaple stala sídlem Národní lékařské akademie.
V roce 1926 byla fasáda budovy vedoucí na ulici a do dvora zapsána na seznam historických památek.
Zbývající budovy nemocnice byly strženy v roce 1935 kvůli výstavbě sídla lékařské fakulty Pařížské univerzity. Výstavba byla dokončena roku 1945. Mezitím vznikla v roce 1937 v Paříži misie ukrajinské řeckokatolické církve, která si koncem roku 1942 vybrala zdejší kapli za své sídlo. Chrám vysvětil dne 9. května 1943 světící biskup Emanuel-Anatole-Raphaël Chaptal de Chanteloup jako chrám svatého Vladimíra Velikého podle knížete Vladimíra I. (960–1015).
V roce 1960 Svatý stolec vytvořil apoštolský exarchát pro ukrajinskou řeckokatolickou církev a chrám byl jako sídlo biskupa povýšen na katedrálu.